# Mantas Rubštavičius
Mantas Rubštavičius (Panevėžys, 6 maggio 2002) è un cestista lituano.

## Carriera

### Nazionale
Con la Lituania under 20 ha vinto la medaglia d'argento agli Europei del 2022, venendo anche incluso nel miglior quintetto della manifestazione.